# David García (motorcoureur)
David García Almansa (Almería, 5 september 1978) is een Spaans voormalig motorcoureur.

## Carrière
García maakte zijn internationale motorsportdebuut in 1995, toen hij deelnam aan de 125 cc-klasse van het wereldkampioenschap wegrace als wildcardcoureur in de  Grand Prix van Europa op een Honda, waarin hij op plaats 21 eindigde. In 1996 won hij de titel in het Spaanse 125 cc-kampioenschap. Tevens keerde hij dat jaar terug in het WK 125 cc als wildcardcoureur tijdens de Grands Prix van Spanje en Catalonië op een Honda; in de eerste race viel hij uit, terwijl hij in de tweede race achttiende werd. In 1997 schreef hij zich opnieuw in voor de Grand Prix van Spanje, maar verscheen hierin niet aan de start.
In 1998 maakte García de overstap naar het Spaanse 250 cc-kampioenschap. Hij behaalde twee podiumplaatsen en werd met 88 punten derde in de eindstand, achter José Luis Cardoso en Luis d'Antin. Ook debuteerde hij in de 250 cc-klasse van het WK wegrace als wildcardcoureur op een Yamaha in de Grand Prix van Catalonië, waarin hij twintigste werd. In 1999 reed hij voor Yamaha een volledig seizoen in beide klassen. In het Spaanse kampioenschap won hij drie races en werd hij tweede in het klassement met 124 punten, twee minder dan Fonsi Nieto. In het WK was een dertiende plaats in Japan zijn beste resultaat, waardoor hij op plaats 29 in het kampioenschap eindigde. Ook in 2000 reed hij in beide klassen, maar ditmaal op een Aprilia. In de Spaanse klasse werd hij vierde achter Nieto, Lucas Oliver en Alex Debón met een overwinning en 64 punten, terwijl hij in het WK na zeven races werd vervangen door David Tomás, nadat zijn enige finish een twintigste plaats in Spanje was.
In 2001 stapte García over naar de 250 cc-klasse van het Europees kampioenschap wegrace, waarin hij op een Honda reed. Hij behaalde twee overwinningen en werd met 118 punten gekroond tot kampioen in de klasse. In 2002 stapte hij over naar het Spaans kampioenschap Supersport, waarin hij achtste werd met een podiumplaats en 46 punten. Daarnaast keerde hij terug in de 250 cc-klasse van het WK wegrace, waarin hij op een Honda tiende werd als eenmalige invaller voor Emilio Alzamora in de Grand Prix van Tsjechië. Verder debuteerde hij in de MotoGP tijdens de seizoensfinale in Valencia als wildcardcoureur op een Proton KR, maar kwam hierin niet aan de finish.
In 2003 debuteerde García in het wereldkampioenschap superbike op een Ducati. Hij kwam echter in slechts vijf van de twaalf raceweekenden in actie als gevolg van meerdere blessures. Een achtste plaats in Phillip Island was zijn beste resultaat. Met 28 punten eindigde hij op plaats 22 in het klassement. In 2004 reed hij in twee raceweekenden van het WK superbike als wildcardcoureur op een Ducati op Oschersleben en Silverstone, maar behaalde in geen van deze races de finish. In 2005 reed hij zijn laatste races in het wereldkampioenschap Supersport op een Kawasaki. Hij stond ingeschreven voor het volledige seizoen, maar na drie races, waarin een twaalfde plaats op Phillip Island zijn enige finish was, werd hij vervangen door Cristiano Migliorati.